# Elisabeth Augusta Christiansdatter
Elisabeth Augusta Christiansdatter född den 28 december 1623, död den 9 augusti 1677, var morganatisk dotter till kung Kristian IV av Danmark och Kirsten Munk.

## Biografi
Elisabeth Augusta Christiansdatter uppfostrades av mormodern Ellen Marsvin men tillbringade 1628–1629 vid svenska hovet. Hon blev 1639 gift med Hans Lindenov (d. 1659), riksråd 1640. Äktenskapet var olyckligt. Hon beskrivs som en vulgär, konstant skuldsatt spelmissbrukare.[källa behövs] På grund av skulder tvingades paret sälja gårdarna Boller och Rosenvold 1663, som hon ärvt efter moderns död. Hon fick 1664 en pension av Fredrik III av Danmark, och många gåvor av Kristian V av Danmark, men var ändå skuldsatt. 
Relationen med syskonen var dålig. Hon ställde sig inte på sin syster Leonora Christinas sida under dennas konflikt med kronan. 
Hon var mor till Sophie Amalie Lindenov.